# 雷敦 (密蘇里州)
雷敦（英語：Raytown）是位於美國密蘇里州傑克遜縣的城市。

## 人口
根據2020年美國人口普查的數據，雷敦的面積為25.83平方千米，當中陸地面積為25.72平方千米，而水域面積為0.11平方千米。當地共有人口30012人，而人口密度為每平方千米1,162人。